# Emporte mon cœur
Pour plus de détails, voir Fiche technique et Distribution.

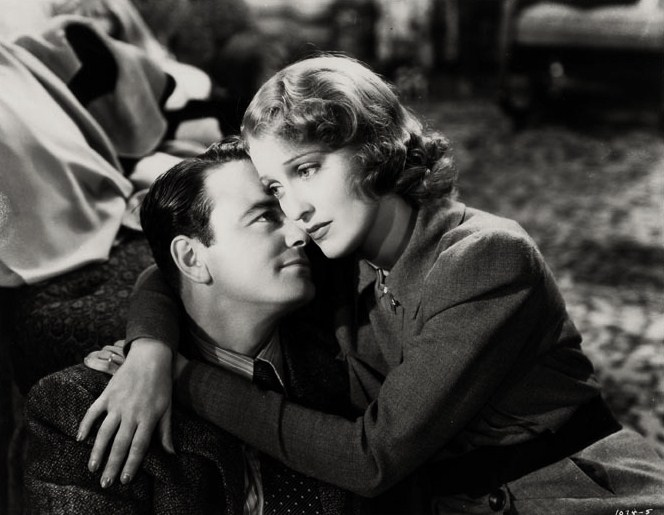
Lew Ayres et Jeanette MacDonald.

Emporte mon cœur (titre original : Broadway Serenade) est un film musical américain réalisé par Robert Z. Leonard, sorti en 1939.

## Synopsis
À New York, la chanteuse Mary Hale (Jeanette MacDonald) et son mari le pianiste-compositeur Jimmy Seymour (Lew Ayres) vivotent dans des boîtes de nuit, lorsque Mary est remarquée par Larry Bryant (Ian Hunter), producteur à Broadway. Il lui obtient une audition auprès de Cornelius Collier Jr. (Frank Morgan) qui se prépare à monter son prochain spectacle. Séduit à son tour par la voix de la jeune femme, il l'engage.

## Fiche technique
- Titre : Emporte mon cœur
- Titre original : Broadway Serenade
- Réalisateur : Robert Z. Leonard
- Scénario : Charles Lederer, d'après une histoire de Lew Lipton, John Taintor Foote et Hans Kraly
- Photographie : Oliver T. Marsh
- Montage : Harold F. Kress et W. Donn Hayes (non crédité)
- Musique : Herbert Stothart (+ direction musicale) et Edward Ward
- Lyrics : Chet Forrest, Gus Kahn et Bob Wright
- Orchestrations : George Bassman et Paul Marquardt (non crédités)
- Directeur artistique : Cedric Gibbons
- Décors : Edwin B. Willis
- Costumes : Adrian (femmes) et Valles (hommes)
- Créateur et réalisateur du numéro final : Busby Berkeley
- Producteur : Robert Z. Leonard
- Société de production : Metro-Goldwyn-Mayer
- Société de distribution : Metro-Goldwyn-Mayer
- Format : Noir et blanc
- Genre : Film musical, drame et romance
- Durée : 114 minutes
- Dates de sorties :
  - États-Unis : 7 avril 1939
  - France : 31 janvier 1940

## Distribution
- Jeanette MacDonald : Mary Hale
- Lew Ayres : James Geoffrey « Jimmy » Seymour
- Ian Hunter : Larry Bryant
- Frank Morgan : Cornelius Collier Jr.
- Wally Vernon : Joey « la guigne »
- Rita Johnson : Judith « Judy » Tyrrell
- Virginia Grey : Pearl
- William Gargan : Bill Foster
- Katharine Alexander : Harriet Ingalls
- Al Shean : Herman
- Esther Dale : Mme Olsen (la propriétaire)
- Franklin Pangborn : Gene (le pianiste-compositeur de Collier)
- E. Allyn Warren : Everett
- Paul Hurst : Reynolds (un ivrogne)
- Frank Orth : M. Fellows
- Esther Howard : Mme Fellows
- Leon Belasco : « Squeaker » (le violoniste)
- Kitty McHugh : Kitty (la servante de Mary)

Et, parmi les acteurs non crédités :
- Mary Gordon : Annie
- Mary Beth Hughes : Une jeune femme à la fête
- Claude King : M. Gato
- Mary MacLaren : Une costumière
- Clayton Moore : Un photographe
- Morgan Wallace : M. Park

## Accueil critique et public
Emporte mon cœur reprend les ingrédients qui ont fait le succès d'Amants mais les critiques cinématographiques, tout en saluant « le numéro supercolossal » de Busby Berkeley, lui reprochent son manque d'originalité.

## Galerie photos

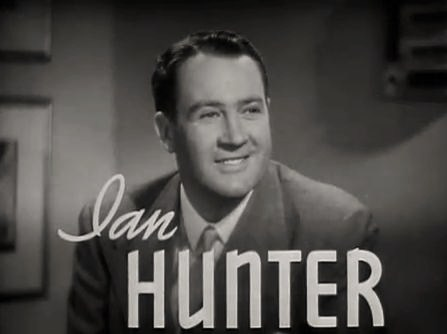
Ian Hunter
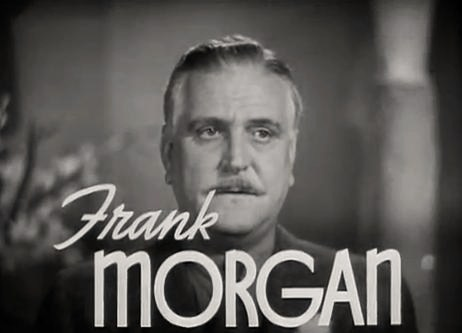
Frank Morgan
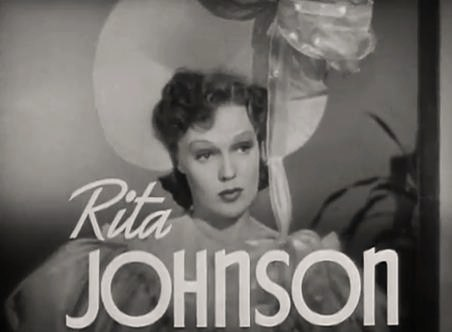
Rita Johnson
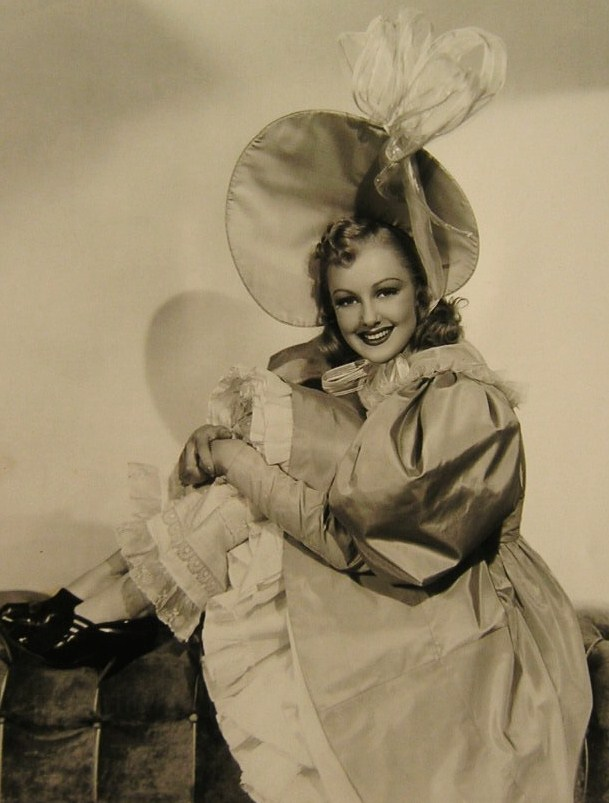
Virginia Grey
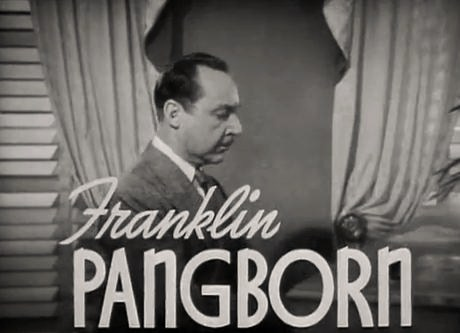
Franklin Pangborn